# Nederlands-Surinaamse betrekkingen
Nederlands-Surinaamse betrekkingen verwijzen naar de huidige en historische relaties tussen Nederland en Suriname.

## Geschiedenis

### Kolonie
In februari 1667 werd Nederlands-Guiana, inclusief Suriname, een Nederlandse kolonie na de ondertekening van de Vrede van Breda die een einde maakte aan de Tweede Engels-Nederlandse Oorlog. Hierin werd het suikerrijke Guiana geruild voor Nieuw-Nederland (tegenwoordig New York).
De West-Indische Compagnie werd gedeeltelijk eigenaar van de kolonie en haalde slaven uit West-Afrika om te werken op de suiker-, katoen-, koffie- en indigoplantages. Nederlands-Guiana werd de belangrijkste kolonie in Amerika voor Nederland na het verlies van Nederlands-Brazilië in 1654. In de 18e eeuw stichtten ontsnapte slaven stammen in het zuiden en begonnen opstanden. In het vredesverdrag van 1762 verwierven Saramaccaners hun vrijheid, inclusief rechten op territoria en handel.
Van 1799 tot 1816 werd Nederlands-Guiana een Britse kolonie nadat Nederland onder Napoleon Bonaparte onderdeel werd van het Eerste Franse Keizerrijk. Na het einde van de Napoleontische oorlogen herwon Nederland zijn onafhankelijkheid en werd Nederlands-Guiana teruggegeven. Het ging alleen om het grondgebied van Suriname; Brits-Guiana bleef Brits grondgebied. In 1863 schafte Nederland de slavernij af en werd begonnen met het aantrekken van contractarbeiders uit respectievelijk China, Brits-Indië en Java. Daarnaast kwamen honderden arme Nederlanders naar de kolonie om als boer te gaan werken (Boeroes). Aan het begin van de 20e eeuw verschoof het belang naar de winning van rubber, goud en bauxiet.
Het Statuut voor het Koninkrijk der Nederlanden trad in december 1954 in werking en verleende Suriname autonomie binnen de natie, uitgezonderd op de gebieden van defensie, buitenlands beleid en nationaliteit. In 1973 verkondigde premier Joop den Uyl dat Suriname tijdens zijn regering onafhankelijk moest worden. Dit gebeurde op 25 november 1975.

### Onafhankelijk

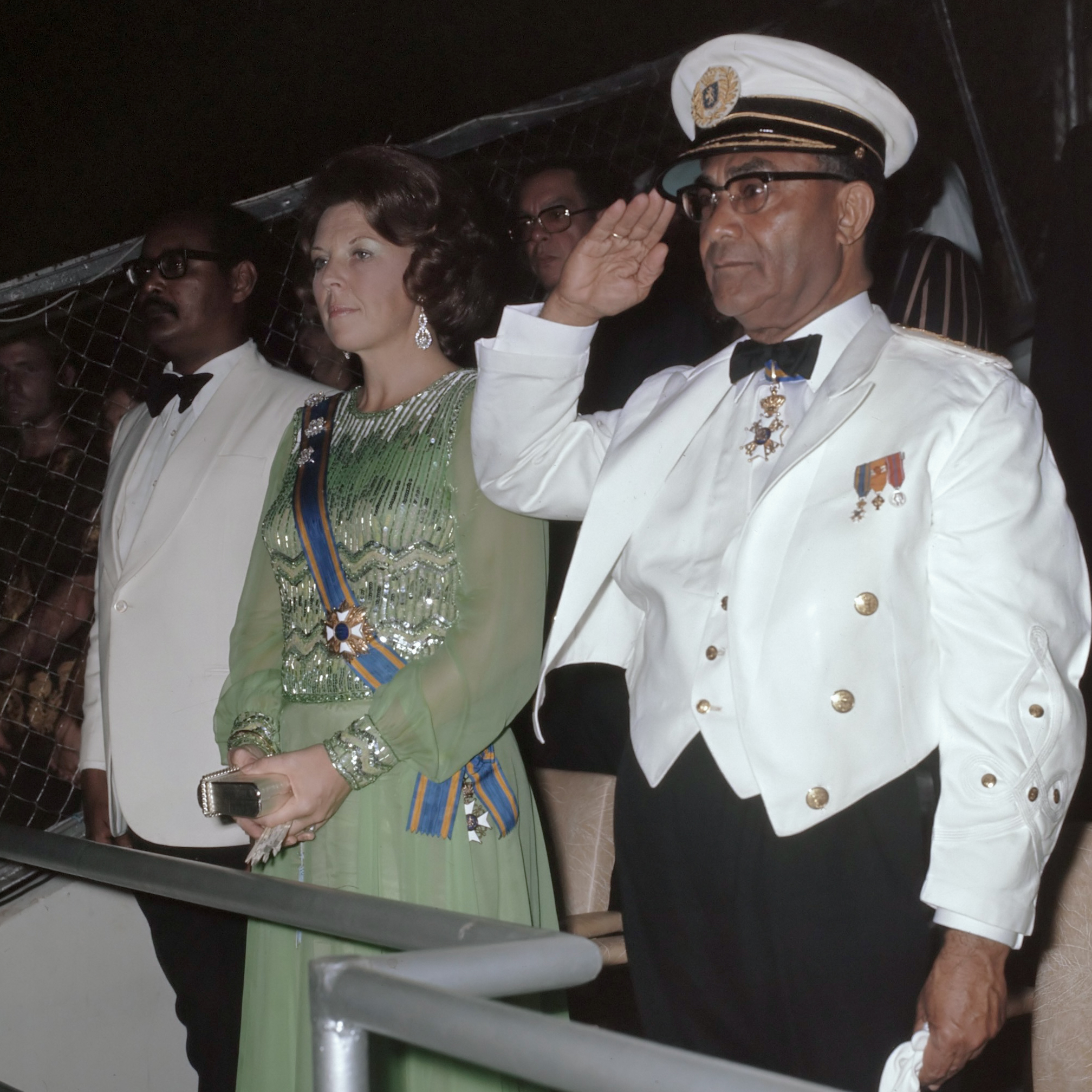
Arron, Beatrix en Ferrier, 25 november 1975

In de jaren rond de Surinaamse onafhankelijkheid keerden de meeste Europeanen terug naar Nederland. Daarnaast maakten sindsdien ongeveer 300.000 Surinamers de overtocht. In februari 1980 pleegde legerleider Desi Bouterse een staatsgreep tegen premier Henck Arron. In december 1982 liet Bouterse vijftien regeringskritische mannen oppakken die in Fort Zeelandia werden samengebracht en vermoord (Decembermoorden). Nederland reageerde met de bevriezing van alle ontwikkelingshulp aan Suriname.
Op de middag en avond van 6 januari 1984 werd het Surinaamse consulaat bezet door verschillende organisaties die de stakingen bij Billiton en Suralco in Suriname kracht bij te zetten. Zowel de stakingen in Suriname als de bezetting van het consulaat waren in de kern gericht op het herstel van de democratie in Suriname.
In 2000 werd Bouterse in Nederland in hoger beroep bij verstek veroordeeld tot elf jaar gevangenisstraf wegens drugshandel. Toen Bouterse van 2010 tot 2020 president van Suriname was had Nederland beperkt contact met de Surinaamse regering. Toen Bouterse in 2013 de begrafenis van Nelson Mandela in Zuid-Afrika bijwoonde, vroeg Nederland tevergeefs om zijn uitlevering.
Na de verkiezingen van 2020 en met Chan Santokhi tot president is vanuit beide landen het initiatief gekomen om de onderlinge betrekkingen te herstellen. Minister van Buitenlandse Zaken Albert Ramdin bracht in augustus 2020 als eerste Surinaamse bewindspersoon in tien jaar een officieel bezoek aan Nederland. In september 2021 bracht president Santokhi samen met drie ministers een werkbezoek aan Nederland, waarin alle relaties werden hersteld. In 2022 werd de samenwerking met tussen het Surinaamse ministerie van Binnenlandse Zaken hernieuwd, nadat die tijdens de regering van Bouterse stil was komen te liggen. In mei 2022 brachten Jan van Zanen (voorzitter van de Vereniging Nederlandse Gemeenten) en Femke Halsema (burgemeester van Amsterdam) een bezoek aan Suriname om samenwerking te bespreken.

## Handel
In 2016 bedroeg de handel tussen Nederland en Suriname 174 miljoen euro. De Nederlandse export naar Suriname omvat: op chemicaliën gebaseerde producten, machines, elektrische en transportmiddelen. De Surinaamse export naar Nederland omvat: levende dieren en voedsel, grondstoffen en dranken. Nederland staat op de tweede plaats van landen waaruit Suriname goederen en diensten importeert, na de Verenigde Staten.

## Staatsbezoeken

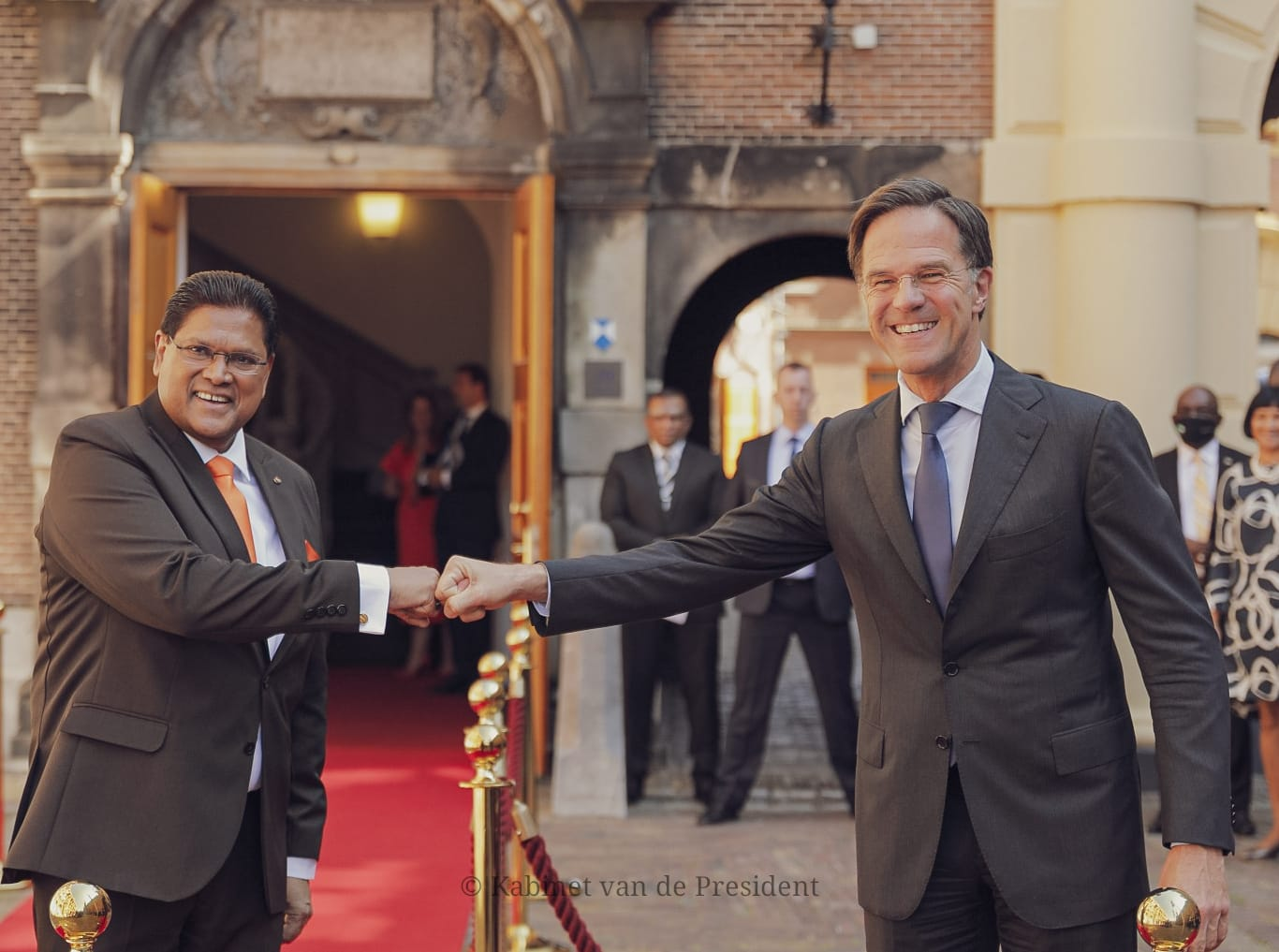
President Santokhi bezoekt premier Rutte, 2021

Koninklijke en premiersbezoeken van Nederland aan Suriname
- Prins Bernhard van Lippe-Biesterfeld (1942)
- Kroonprinses Juliana der Nederlanden (1943)
- Koningin Juliana der Nederlanden (1955, 1978)
- Kroonprinses Beatrix der Nederlanden (1975)
- Premier Joop den Uyl (1975)
- Premier Jan Peter Balkenende (2005, 2008)
- Premier Mark Rutte (2022)

Presidentiële bezoeken van Suriname aan Nederland
- President Johan Ferrier (1977)
- President Ronald Venetiaan (2006)
- President Chan Santokhi (2021, werkbezoek)

## Diplomatieke missies
- Ambassade van Nederland in Suriname
- Ambassade van Suriname in Nederland
- Surinaamse consulaten-generaal: Amsterdam en Willemstad (Curaçao)
- Surinaamse honoraire consulaten: Breda en Nijkerk